# Il Re Degli Ignoranti (альбом)

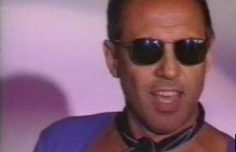
Челентано в образі «Короля невігласів», кадр з телепередачі «Notte Rock» (1991)

«Il re degli ignoranti» (укр. «Король невігласів») — студійний альбом італійського співака та кіноактора Адріано Челентано, що вийшов 13 липня 1991 року під лейблом «Clan Celentano». Того ж року вийшла друга автобіографічна книга співака з однойменною назвою.

## Запис
Альбом вийшов 13 липня 1991 року, після трьохрічної творчої перерви Адріано Челентано через його скандальний досвід участі на телешоу «Fantastico» восьмого сезону. Диск став поворотним моментом у кар'єрі співака, у плані музичної стилістики. Для його створення Челентано запросив нову команду аранжувальників, які надали його музиці сучасніше звучання: Давіде Романі, Енріко Ла Фальче і Лука Черсосімо (раніше працював в команді Джованотті). Челентано також брав участь в аранжуванні. У написанні пісень «La più migliore» і «Fuoco» взяв участь Мауро Спіна.

## Складова
Музика альбому представлена стилями поп-рок і синті-поп. До альбому увійшло 10 композицій, серед них 3 ремейки раніше опублікованих творів Челентано. Пісня «L'uomo di Bagdad il cow-boy e lo zar» — ремейк композиції «Napoleone, il cowboy e lo zar» (кавер-версія пісні Білла Гейлі «Thirteen Women (And Only One Man in Town)»), з платівки «Adriano Rock» (1969). Аранжування також було замінено на сучасніше. Композиція «Cammino» — ремейк пісні з однойменною назвою з альбому «Atmosfera» (1983) з додаванням нових слів. Композиція «Letto di foglie» — італійськомовна версія пісні «You can be happy» з альбому «Tecadisk» (1977). Під час запису пісень «Il re degli ignoranti», «Fuoco», «Cammino» Челентано залучив своїх дітей для бек-вокалу — сина Джакомо, дочок Розіту та Розалінду. Треки «Preludio imperiale» і «Preludio vento del passato» представлені інструментальною музикою.
У композиціях альбому використовувалося багато звукових ефектів, наприклад — на початку восьмого треку, «Fuoco» («Вогонь»), чути ефект перемикання телевізора з каналу на канал, на початку пісні «La terza guerra mondiale» чутні кроки, а в кінці — шум поїзда. Пісню «La terza guerra mondiale» згодом багато критиків називали «екологічно чистим порно», тому що у ній використовувалися звуки стогонів жінки і текстівки на еротичні теми. У середині «Il re degli ignoranti» і на початку «Cammino» присутні слова дружини співака — Клаудії Морі.
Композиція «Il re degli ignoranti» існує у п'яти варіаціях різних за часом, музикою, та стилістикою: версія з відеокліпом тривалістю 7:25 хвилин, версія у 6:02 хвилин для альбому. Також пісня виходила як сингл на LP-платівці, що містила ще три її варіанти — версія-ремікс (7:34 хвилин), версія для радіо (5:36 хвилин), скорочена версія (4:00 хвилин).

## Тематика
В альбомі Челентано залишився вірним своїм традиційним темам пісень, зокрема, любові, екології і будівельної спекуляції. Окрім цього засуджувалися події міжнародної політики, зокрема, загрози третьої світової війни і війни в Перській затоці 1990—1991 років у піснях «La Terza Guerra Mondiale» і «L'Uomo Di Bagdad Il Cow-Boy E Lo Zar». У назві «Napoleone il Cow Boy e lo Zar» («Наполеон, Ковбой і цар») слово «Наполеон» було замінено на «Людина з Багдада» (тобто, у зв'язку з обстановкою в світі того періоду, образ французького імператора замінений на образ Саддама Хусейна). Пісня «Cammino» має релігійно-філософську складову, у ній співак каже про те, що людині треба весь час бути у діяльності і рухатися вперед, словами Ісуса Христоса «Встань і йди». Також у пісні засуджується судасна забудова міст та глобалізацію світу.

## Походження назви
На назву альбому вплинув такий випадок: у 1987 році Челентано був ведучим восьмого сезону телешоу «Fantastico», в одному з випусків, який транслювався 7 листопада напередодні всеіталійського референдуму, глядачам показали сюжет про вбивство тюленів. Челентано виступив з монологом на захист тварин, після чого написав на дошці фразу «полювання проти любові» (італ. «la caccia è contro l'amore»), при цьому допустивши грубу орфографічну помилку — слово «è» він написав без акценту зверху. Пізніше це викликало цілу серію критики на його адресу. Челентано отримав нове прізвисько «Король невігласів», поряд з вже існуючим «Il Molleggiato» («Хлопець на пружинах»). Челентано сподобалося нове прізвисько, він назвав ним альбом й у тексті головної пісні, «Il Re Degli Ignoranti», позицінував себе як «Король невігласів», використовуючи ненормативну лексику.
«Чому я охрестив себе „Королем невігласів? Напевно, тому, що життя стає все складніше, і люди починають мислити все більш витончено і тонко. У такій ситуації одкровень потрібно чекати від простих людей — від перехожого, який, можливо, навіть і читати до пуття не вміє. Моя вам порада: дорожіть своїм невіглаством і діліться ним з тими, хто занадто набив руку в питаннях економіки і культури»— Челентано в інтерв'ю журналу «Esquire».

## Презентація
На підтримку альбому 5 листопада 1991 року, ввечері, Челентано виступив на каналі Rai 1 у двогодинному спецвипуску телепередачі «Notte Rock» («Нічний рок»). У телепередачі співак опублікував такі пісні альбому: «Fuoco», «Letto di foglie», «Il re degli ignoranti», «L'uomo di Bagdad il cow-boy e lo zar» і «La terza guerra mondiale» (всього він виконав 11 пісень). Крім виконання пісень, на передачі Челентано презентував свою другу автобіографічну однойменну книгу «Король невігласів» (обкладинки альбому та книги мали однакове оформлення), відповідав на питання журналіста Енцо Б'яджі і міланських студентів щодо своїх поглядів та творчості й показав два відеокліпи до композицій «Il re degli ignoranti» і «Fuoco».

## Комерційний успіх
Альбом мав успіх, чому зокрема сприяла його презентація на телебаченні. Він вийшов накладом 500.000 копій, отримав платинову сертифікацію, й посів 3 сходинку в чартах Італії 1991 року. Однак, незважаючи на хороші комерційні результати, альбом не потрапив до числа пам'ятних робіт співака й був далеким від його творчого ідеалу. У загальноєвропейському чарті альбом посів 40 сходинку.

## Список композицій
LP
Сторона «А»
| #  | Назва                                                             | Автор                                                    | Тривалість |
| -- | ----------------------------------------------------------------- | -------------------------------------------------------- | ---------- |
| 1. | «Il re degli ignoranti» (Король невігласів)                       | Адріано Челентано                                        | 6:02       |
| 2. | «Letto di foglie» (Ліжко з лисття)                                | Даніеле Байма Бескет, Рональд Джексон, Адріано Челентано | 5:39       |
| 3. | «L'uomo di Bagdad il cow-boy e lo zar» (Багдадець, ковбой та цар) | Дікі Томпсон                                             | 4:51       |
| 4. | «Preludio imperiale» (Прелюдія імперіалізму)                      | —                                                        | 0:45       |
| 5. | «La più migliore» (Найкраща)                                      | Мауро Спіна                                              | 4:27       |

Сторона «Б»
| #     | Назва                                                  | Автор                             | Тривалість |
| ----- | ------------------------------------------------------ | --------------------------------- | ---------- |
| 6.    | «La terza guerra mondiale» (Третя світова війна)       | Адріано Челентано                 | 4:35       |
| 7.    | «Preludio vento del passato» (Прелюдія вітру минулого) | —                                 | 1:11       |
| 8.    | «Fuoco» (Вогонь)                                       | Мауро Спіна, Давід Романі         | 5:32       |
| 9.    | «Buono come il pane» (Добра людина)                    | Адріано Челентано, Лука Черсосімо | 5:44       |
| 10.   | «Cammino» (Йду)                                        | Адріано Челентано, Лука Черсосімо | 6:16       |
| 42:32 |                                                        |                                   |            |

## Учасники запису
- Вокал — Адріано Челентано;
- Аранжування — Адріано Челентано, Давід Романі, Енріко Ла Фальче, Лука Черсосімо;
- Продюсер — Адріано Челентано;
- Бек-вокал: у піснях «Il re degli ignoranti» та «Cammino» — Джакомо Челентано, Паола Чіппі, Розалінда Челентано, Розіта Челентано; у піснях «La Terza Guerra Mondiale» та «Fuoco» — Ангела Парізі, Бессі Борі, Вівіана Корр'єрі.

## Видання альбому
Альбом випускався на LP-платівках, CD і касетах. З 2002 року випускалося ремастоване перевидання диску.
| Назва                              | Лейбл                                     | Маркування         | Країна    | Рік      |
| ---------------------------------- | ----------------------------------------- | ------------------ | --------- | -------- |
| Il Re Degli Ignoranti (LP)         | Clan Celentano                            | 9031 74439-1       | Італія    | 1991     |
| Il Re Degli Ignoranti (CD)         | Clan Celentano                            | 9031 74439-2       | Італія    | 1991     |
| Il Re Degli Ignoranti (CD)         | Clan Celentano                            | 9031-74439-2       | Німеччина | 1991     |
| Il Re Degli Ignoranti (CD)         | Clan Celentano                            | 9031-74439-2       | Німеччина | 1991     |
| Il Re Degli Ignoranti (Cass)       | Clan Celentano                            | 9031 74439-4       | Італія    | 1991     |
| Il Re Degli Ignoranti (LP)         | CGD                                       | 9031-74439-1       | Німеччина | 1991     |
| Il Re Degli Ignoranti (CD)         | Clan Celentano                            | 74321 32383 2      | Італія    | 1995     |
| Il Re Degli Ignoranti (CD, RE)     | Clan Celentano, S4                        | CLN 20362, 4970142 | Італія    | 2002     |
| Il Re Degli Ignoranti (CD, RE)     | Clan Celentano, Arnoldo Mondadori Editore | CLN 2085-CCC       | Італія    | 2011     |
| Il Re Degli Ignoranti (CD, RE, RM) | Clan Celentano                            | 3259130005028      | Італія    | 2012     |
| Il Re Degli Ignoranti (Cass)       | Clan Celentano                            | 497014 4           | Україна   | невідомо |

## Сингли
Всього шість пісень альбому випускалися як сингли: «Fuoco», «Cammino», «L'Uomo Di Bagdad, Il Cow Boy E Lo Zar», «La Terza Guerra Mondiale», «Letto Di Foglie» і «Il Re Degli Ignoranti». Сингли випускалися у форматах 7- та 12-дюймових LP та CD. 

### Видання
| Назва                                             | Лейбл          | Маркування     | Країна    | Рік  |
| ------------------------------------------------- | -------------- | -------------- | --------- | ---- |
| Fuoco/Cammino (7")                                | CGD            | 9031-75249-7   | Європа    | 1991 |
| Fuoco/L'Uomo Di Bagdad, Il Cow Boy E Lo Zar (12") | Clan Celentano | 0140 15433-0   | Італія    | 1991 |
| Fuoco/Cammino (12")                               | CGD            | 9031-75250-0   | Німеччина | 1991 |
| Fuoco/Cammino (7")                                | CGD            | 9031-75250-0   | Німеччина | 1991 |
| Fuoco/Cammino (CD)                                | Clan Celentano | 9031-75250-2   | Європа    | 1991 |
| La Terza Guerra Mondiale/Letto Di Foglie (7")     | Clan Celentano | YD 767         | Італія    | 1991 |
| Il Re Degli Ignoranti (Remix) (12")               | Clan Celentano | 9031 75717-0   | Італія    | 1991 |
| La Terza Guerra Mondiale (CD)                     | Clan Celentano | 9031 74809 — 2 | Італія    | 1991 |

## Відеокліпи
До пісень альбому «Il re degli ignoranti» і «Fuoco» були зняті відеокліпи, у їх зніманні брала участь старша дочка Челентано — Розіта.